# Salon van de Maassteden
De Salon van de Maassteden was een tweejaarlijkse groepstentoonstelling in het Stedelijk Museum Schiedam waaraan kunstenaars konden deelnemen en waaraan prijzen verbonden waren.
De Salon gaf een overzicht van de prestaties van kunstenaars op het gebied van schilderkunst, beeldhouwen en grafische technieken. De Salon stond open voor kunstenaars uit het Rijnmondgebied (o.a. Schiedam, Rotterdam, Dordrecht, Vlaardingen, Maassluis).

## Geschiedenis
De eerste tentoonstelling werd in 1963 gehouden en was een idee van de toenmalige directeur van het Stedelijk Museum, Hans Paalman. Voor de eerste editie waren er 456 inzendingen van kunstwerken. Een jury van 5 leden beschouwde slechts 61 van die werken salonrijp. Winnaars van de eerste editie waren Mathieu Ficheroux, Bouke Ylstra en Ed van Zanden.
Ook in de drie edities van 1965, 1967 en 1969 was er sprake van vrije inzendingen, waarna een jury een selectie maakte voor de uiteindelijke tentoonstelling. Dit ging niet altijd zonder enige rumoer. In 1969 leidde dit tot 603 inzendingen van 215 kunstenaars waarvan er slechts 164 van 79 kunstenaars werden toegelaten.
In 1971 werd het toelatingsbeleid volledig omgedraaid en werden alle inzendingen zonder enige jurering aangenomen voor de Salon. Dit leidde tot een aantal van 382 inzendingen, maar veel bekende kunstenaars lieten het inmiddels afweten. Twee jaar later is men weer teruggekeerd naar een jury, van de 667 inzendingen zijn er 219 werken van 120 kunstenaars aangenomen voor de Salon.
Na de editie van 1975 werd er een pauze ingelast die uiteindelijk duurde tot 1982, toen er weer een Salon, de zevende editie, werd gehouden. Dit keer met 112 werken van 77 kunstenaars. De kwaliteit van de getoonde werken werd echter niet door iedereen gewaardeerd. In 1987 werd er nog een variant gehouden, Salon van de drie Maassteden, door zich slechts te richtten op Schiedam, Vlaardingen en Maassluis. Maar ook hier leek de kwaliteit van de inzendingen tegen te vallen.

## Trivia
Woody van Amen was een van de kunstenaars die werd afgewezen voor de eerste editie van de Salon. Zijn 'elektrische stoel' kon de jury niet bekoren. In 1993 had hij zich inmiddels gerevancheerd en werd in het Stedelijk Museum van Schiedam een overzichtstentoonstelling van zijn werk gehouden.